# 斯凯普塔

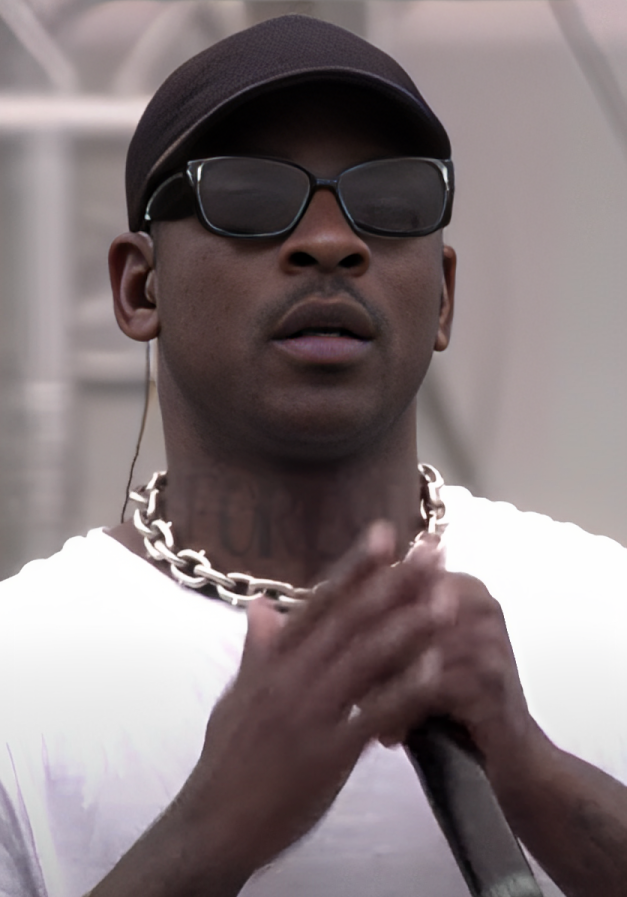
斯凯普塔

小约瑟夫·奥莱坦·阿德努加 (英語：1982年9月19日—），艺名斯凯普塔（英語：Skepta），是一名英国grime MC、说唱歌手、唱片制作人和DJ。 他的的专辑曾赢得了水星音乐奖。他還有專輯打入英国专辑排行榜前10名。斯凯普塔曾获得三项全英音乐奖提名。  他生於北倫敦托特纳姆，他的父母都是尼日利亚人。 